# Geranium hanaense
Geranium hanaense là một loài thực vật có hoa trong họ Mỏ hạc. Loài này được A.C.Medeiros & H.St.John mô tả khoa học đầu tiên năm 1988.